# Villefavard
Villefavard é uma comuna francesa na região administrativa da Nova Aquitânia, no departamento de Alto Vienne. Estende-se por uma área de 9,22 km². Em 2010 a comuna tinha 159 habitantes (densidade: 17,2 hab./km²).